# Marderhund

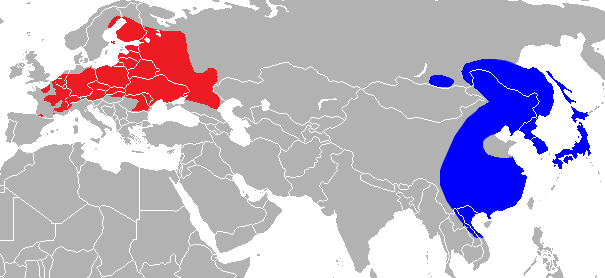
Verbreitungsgebiet:
Ursprüngliches Verbreitungsgebiet
Marderhunde wurden durch den Menschen im Osten Europas eingeführt und wanderten anschließend selbständig westwärts.

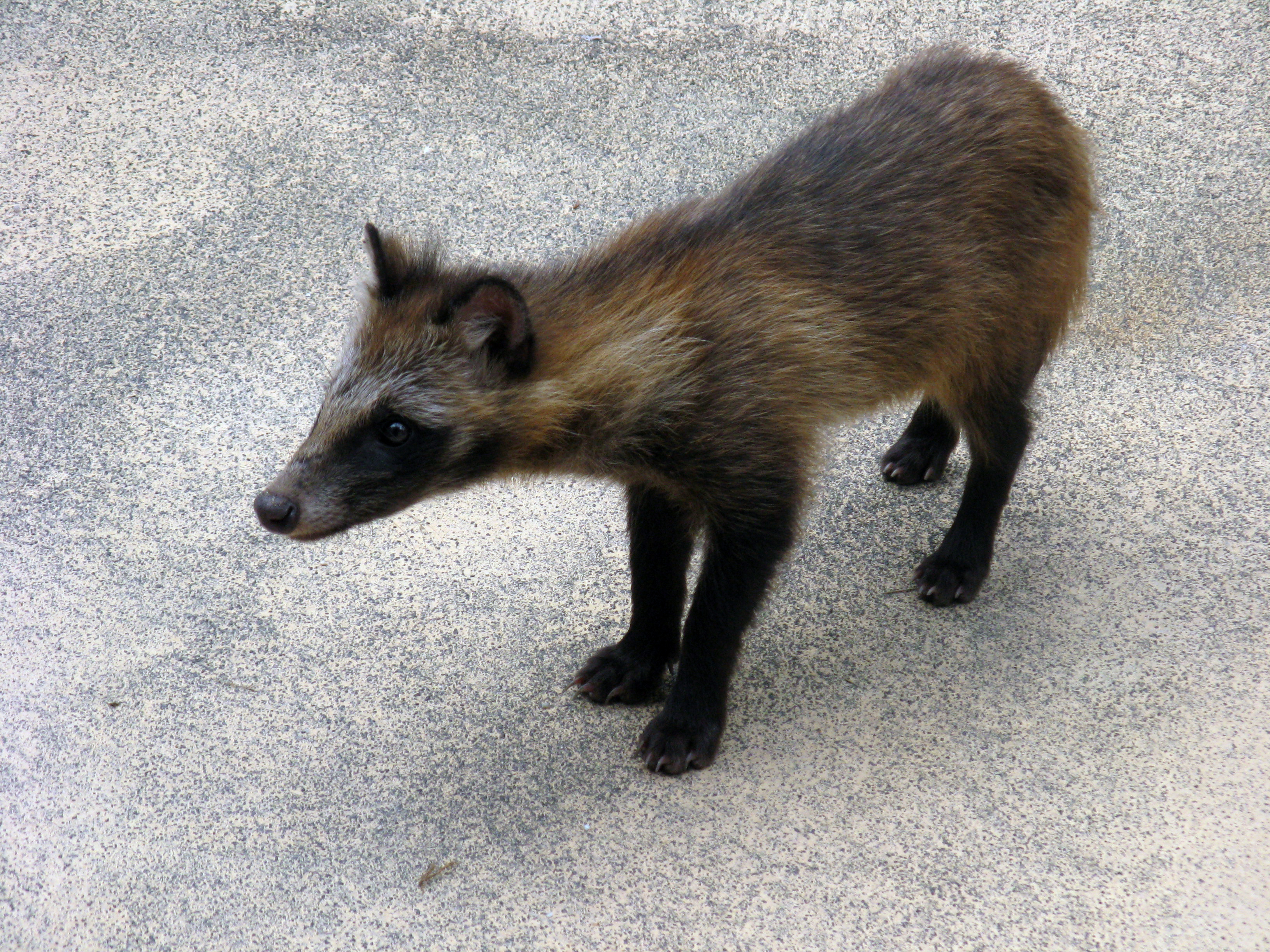
Junger Japanischer Marderhund

Der Marderhund (Nyctereutes procyonoides), auch Waschbärhund, Tanuki oder Enok, seltener Obstfuchs genannt, ist eine Art aus der Familie der Hunde. Der Marderhund, ursprünglich in fernöstlichen Gebieten Asiens verbreitet, ist mittlerweile ein Neozoon in weiten Teilen Europas. 

## Merkmale

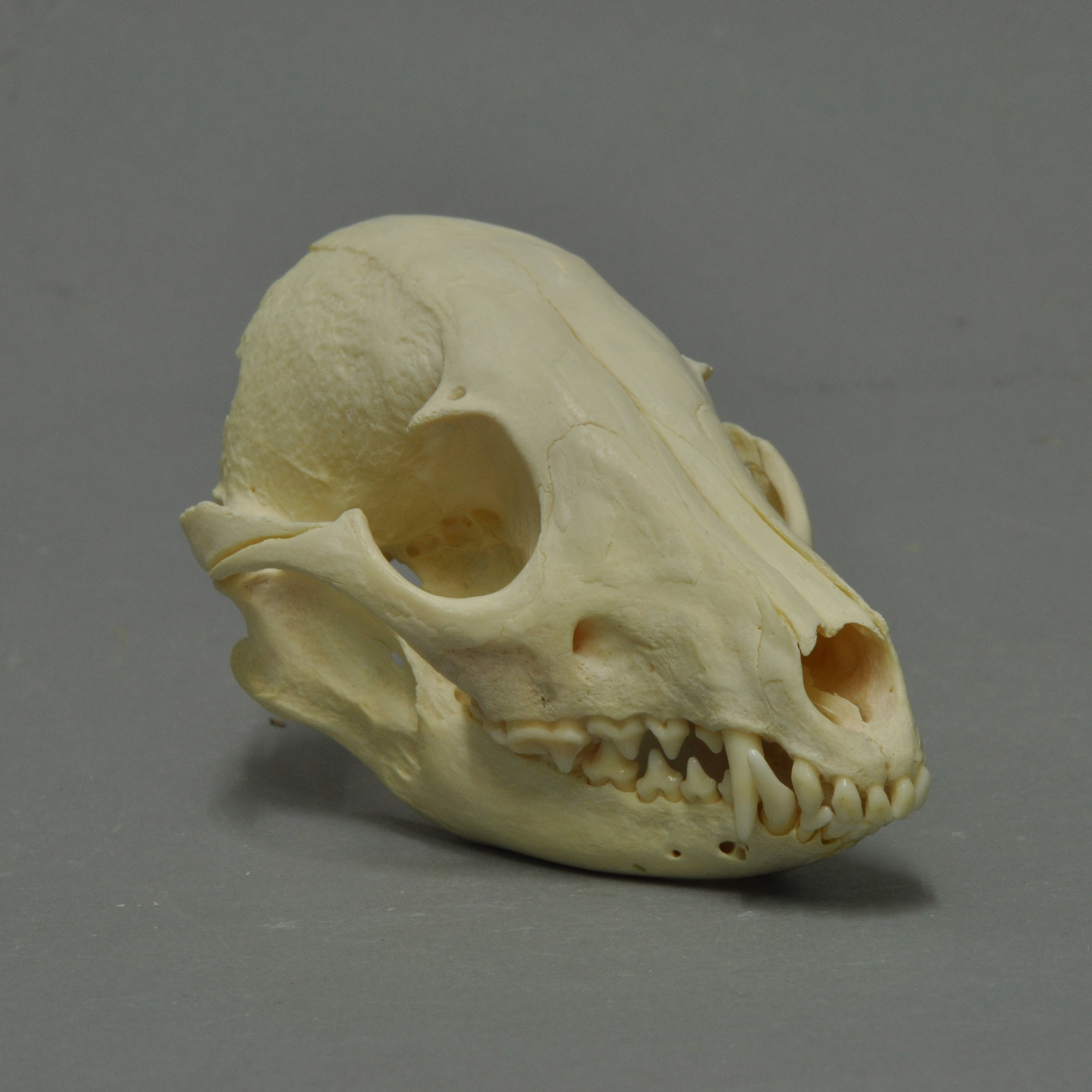
Schädel (Sammlung Museum Wiesbaden)

Die Kopf-Rumpf-Länge adulter Tiere beträgt etwa 50 bis 68 Zentimeter, hinzu kommen 13 bis 25 Zentimeter Schwanz. Bei einer Schulterhöhe von 20 bis 30 Zentimetern erreicht der Marderhund eine Gesamthöhe von 38 bis 51 Zentimetern und ein Gewicht zwischen vier und zehn Kilogramm. Das weiche Fell, im Handel als Seefuchs, ist beige-grau an Flanken, am Bauch und am Rücken schwarzbraun. Die weißlichgraue Binde über der Augenpartie ähnelt der Fellzeichnung beim Waschbären. Marderhunde unterliegen einem jahreszeitlichen Fellwechsel; das Winterfell und das Sommerfell gleichen einander in der Farbe, doch ist das Winterfell deutlich dichter und schwerer. Die Lautäußerungen der Marderhunde ähneln eher einem Miauen oder Winseln als einem Bellen. Die Welpen geben oft ein leises Fiepen von sich, und die Muttertiere knurren bei Gefahr. Bei der nächtlichen Suche nach einer Partnerin stößt der Rüde langgezogene heulende Schreie aus.

## Lebensraum
Der Marderhund ist ein sehr scheuer und nachtaktiver Bewohner von Wäldern und Regionen mit viel Unterholz.
Das ursprüngliche Verbreitungsgebiet des Marderhundes umfasst das östliche Sibirien, das nordöstliche China, die koreanische Halbinsel und Japan. In Europa ist er ein Neubürger (Neozoon), der ursprünglich ausgesetzt wurde, um das Marderhundfell wirtschaftlich zu nutzen. Im 19. Jahrhundert führte man Marderhunde in Westrussland ein. Zwischen 1928 und 1950 wurden in der Ukraine fast 10.000 Tiere ausgesetzt. Von dort aus breiteten sie sich im westlichen Teil des Landes aus. Im Jahr 1931 gab es die ersten Marderhunde in Finnland, 1951 in Rumänien und 1955 in Polen.
Seit 1960 breitet sich der Marderhund in Deutschland aus. 1962 wurde in Börger (Landkreis Emsland) ein erstes Exemplar erlegt. Mittlerweile kommt der Marderhund deutschlandweit vor. So wurde sein Vorkommen in einem Drittel aller Jagdreviere bestätigt. Die Bundesländer Brandenburg, Mecklenburg-Vorpommern, Sachsen und Sachsen-Anhalt stellen sein Kernverbreitungsgebiet dar. Hier gelang ein Nachweis in 72 % aller Reviere.
In Österreich soll der erste Marderhund 1954 in Karlstift in der Gemeinde Bad Großpertholz gesichtet worden sein. Nach weiteren Sichtungen gab es den ersten sicheren Nachweis 1983, als ebenfalls im niederösterreichischen Waldviertel ein Tier in eine Falle ging. Fest etabliert hat er sich vor allem in Nieder- und Oberösterreich sowie im nördlichen Burgenland. Die Nachweise häufen sich zur Donau hin. Mitte der 1990er Jahre stellte man fest, dass sich die Verbreitungsgrenze südwärts verschob. Seit 2010 wird die Verbreitung wissenschaftlich untersucht. Nachdem in Vorarlberg 2014 der erste Marderhund erlegt wurde, ist Tirol das einzige Bundesland, aus dem noch keine Nachweise gemeldet wurden.
In der Schweiz erfolgte der erste Nachweis im September 1997 bei Leuggern im Kanton Aargau. Dort wurde ein überfahrenes Männchen gefunden. In der Ajoie, Kanton Jura, wurde 2003 ein erwachsenes Männchen ebenfalls von einem Auto überfahren. Im Februar 2009 wurde im Rechen des Kraftwerks Klingnau, Kanton Aargau, ein Tier gefunden, welches vermutlich in der Aare ertrunken ist. Ende April desselben Jahres entdeckte ein Jogger bei Maienfeld, Kanton Graubünden nahe der Grenze zu Liechtenstein, einen toten Marderhund, welcher anscheinend von einem mittelgroßen Hund gerissen worden war. 2011 wurde in Laufenburg, Kanton Aargau, ein subadultes Tier lebend unter einem geparkten Auto gefunden. Das Tier musste wegen Verletzungen eingeschläfert werden. Im April 2015 wurde auf dem Bözberg, Kanton Aargau, erstmals in der Schweiz ein lebender Marderhund fotografiert. Insgesamt gibt es seit 1997 zehn Nachweise von Marderhunden in der Schweiz. Meist sind es junge Männchen, die aus Deutschland oder Österreich, teilweise über lange Strecken, eingewandert sind. Reproduktionsnachweise des Marderhundes gibt es in der Schweiz bisher keine.
2016 tauchte der Marderhund erstmals in Südtirol auf, nachdem er Mitte der 1980er Jahre im benachbarten Trentino zum ersten Mal in Italien gesichtet worden war. Ein etwa einjähriges Weibchen, das etwa fünf Kilogramm wog, war durch ein Auto auf einer Schnellstraße getötet worden.
Bereits 2019 wurde der Marderhund auf die europäische Liste invasiver Arten gesetzt. Im gleichen Jahr wurde er auch in Wales nachgewiesen.
2021 wurde der Marderhund erstmals in Luxemburg in der Gemeinde Bettemburg mit einem Foto nachgewiesen.

## Lebensweise
Der Marderhund ist monogam und bleibt ein Leben lang im Paar zusammen. Beide Partner kümmern sich um die im Schnitt sechs bis zehn Welpen. Der Marderhund sucht zum Schutz und zur Aufzucht der Jungtiere Erdbaue auf, wobei er oft alte Dachs- oder Fuchsbaue übernimmt. Als einzige Vertreter der Hunde halten Marderhunde in Gegenden mit harten Wintern eine Winterruhe; in Finnland beispielsweise beziehen sie ihre Winterhöhlen etwa von November bis März. Bei milder Witterung verlassen sie dort gelegentlich ihren Bau oder ziehen sogar in einen anderen um. In Gegenden mit milden Wintern sind sie das ganze Jahr über aktiv. Marderhunde können in Bereichen überleben, in denen an nicht mehr als etwa 175 Tagen Schnee liegt; die mittlere Jahrestemperatur sollte über einem bis zwei Grad Celsius liegen. Die Streifgebiete sind, abhängig vom Nahrungsangebot und Klima, unterschiedlich groß: in Deutschland etwa 150 ha, in Finnland zwischen 300 und 700 ha und in Japan ca. 80 ha. Marderhunde sind dämmerungs- und nachtaktiv, ihre Lebenserwartung in der freien Natur liegt bei sechs bis acht Jahren.

### Ernährung
Marderhunde sind Allesfresser: Sie fressen Mäuse, Vögel, Eier, Fische, Kröten, Schnecken und Insekten ebenso wie Eicheln, Nüsse, Beeren und Obst. Auch Aas verschmähen sie nicht. In 77 % aller Jungtiermägen fanden sich 2006 in einer Untersuchung Insekten und nur in geringem Umfang Säugetiere und Vogelreste. Gut gefüllte Mägen enthielten vor allem Früchte. Bei Alttieren war der Anteil kleiner Wirbeltiere deutlich höher, neben Fröschen und Kröten waren insbesondere Mäuse, Spitzmäuse und Maulwürfe in der Nahrung häufig vertreten. Der Anteil an aufgenommenem Aas war hoch. Die Hälfte der Mägen enthielt Insekten. Im Sommer und Herbst ist der Anteil an Pflanzenkost besonders hoch. Die Ergebnisse zeigen, dass der Marderhund kein Jäger ist wie der Rotfuchs, sondern eher gemächlich sammelnd wie ein Dachs durch sein Revier streift. Zum Klettern ist er nicht in der Lage, deshalb sucht er seine Beute unter Sträuchern und oft auch am Ufer von Gewässern.

### Fressfeinde, Parasiten und Krankheiten

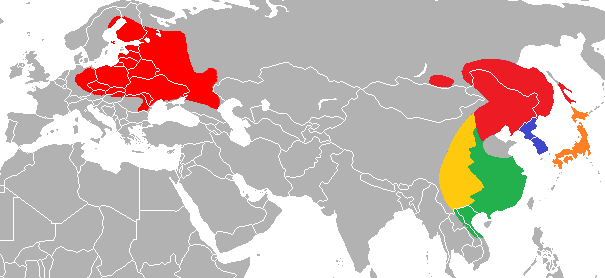
N. p. procyonoides
N. p. orestes
N. p. ussuriensis
N. p. koreensis
N. p. viverriensis

Zu den natürlichen Feinden des Marderhundes zählen der Luchs, der Wolf und der Braunbär, in Fernostasien auch Tiger und Leopard, für Jungtiere außerdem der Uhu. Als Parasit befällt der Fuchsbandwurm den Marderhund. Der Marderhund ist empfänglich für Krankheiten wie Tollwut, Staupe und Räude.

## Systematik und Evolution
Etwa vor 8 bis 12 Millionen Jahren spaltete sich die Linie der Marderhunde von den anderen Caniden ab. Die Ahnen des heutigen Marderhundes Nyctereutes donnezani lebten in Gesamteuropa, eine weitere größere Art N. sinensis während des Pliozäns in China. Der erste Typ starb in Europa aus, während der N. sinensis überlebte. Er wurde im Laufe der Evolutionsgeschichte kleiner und entwickelte sich zum heutigen Marderhund.
Aus Afrika sind mehrere Millionen Jahre alte Fossilien aus Tansania, Marokko und Südafrika bekannt.
In einer Systematik der Hunde von Lindblad-Toh u. a. 2005, die auf molekulargenetischen Untersuchungen gründete, wurde der Marderhund gemeinsam mit einem Teil der bislang als Echte Füchse zusammengefassten Arten der Hunde in eine als Rotfuchs-Klade bezeichnete Gruppe aufgenommen und den Arten der Gattung Vulpes als Schwesterart gegenübergestellt. Verglichen wurden dabei ca. 15 Kilobasen an Exon- und Intron-Sequenzen. Als Schwesterart dieser beiden Gattungen wurde der Löffelhund (Otocyon megalotis) identifiziert.
Im natürlichen Verbreitungsgebiet werden heute sechs Unterarten unterschieden:
- N. p. procyonoides, Osten von China, Norden von Indochina
- N. p. orestes, Zentrum von China
- N. p. ussuriensis, Amurregion, Mandschurei, eingeführt nach Europa
- N. p. koreensis, Korea
- N. p. viverrinus, Japan
- N. p. albus, Hokkaido

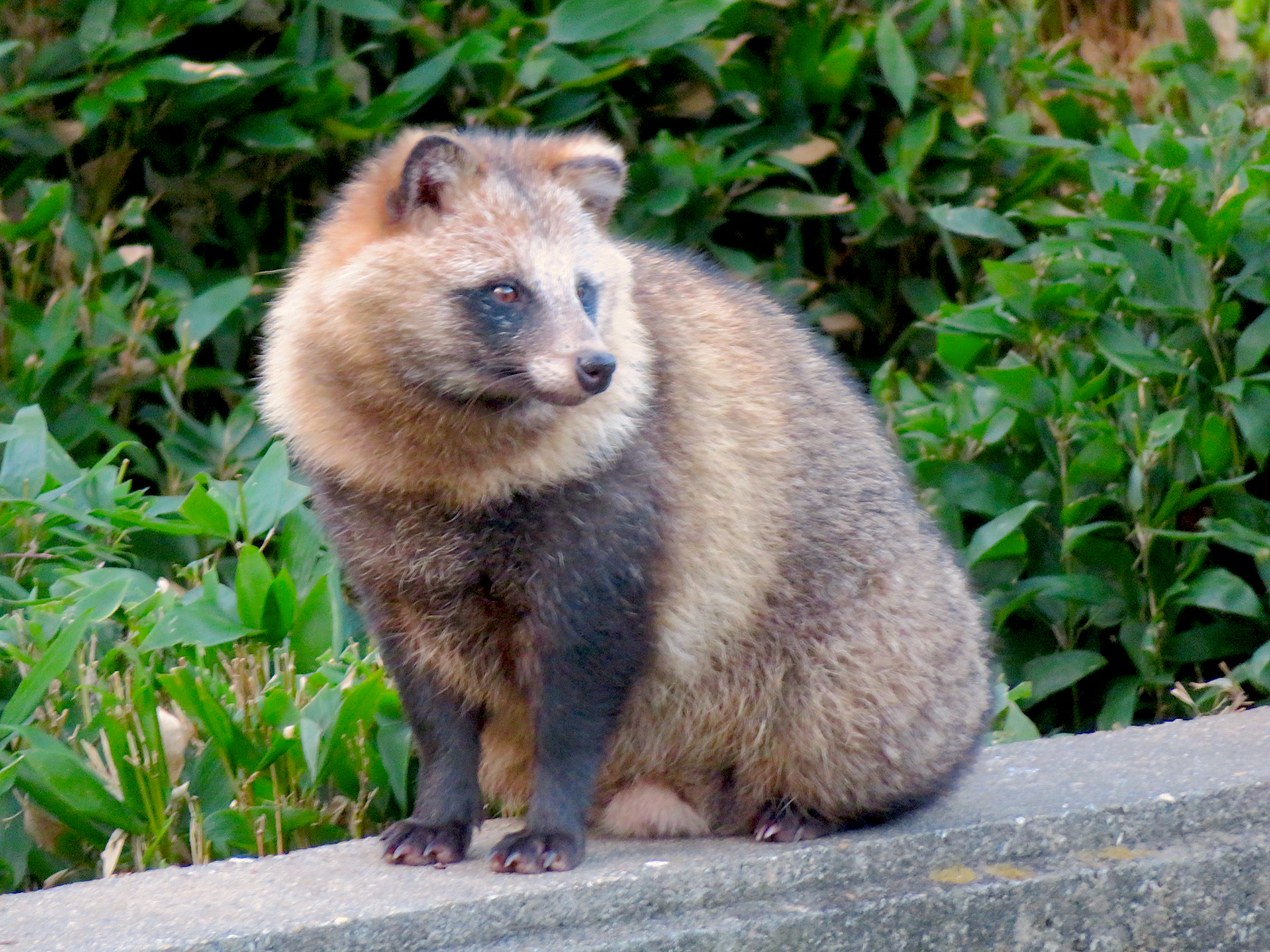
Japanischer Marderhund

Japan besiedelte der Marderhund vermutlich während des mittleren Pleistozäns. Evolutionär wurden die japanischen Marderhunde durch die Ausdehnung des Japanischen Meeres und der Überflutung der vorher vorhandenen Landbrücke von denen auf dem Festland getrennt. Im Laufe ihrer Evolution wurden sie kleiner, die Morphologie des Schädels änderte sich und u. a. auch die Chromosomenzahl. Die japanischen Unterarten haben 38 Chromosomen, N. ussuriensis und die anderen Unterarten des asiatischen Festlands haben 54. Einige koreanische und japanische Wissenschaftler sprachen sich deshalb im Jahr 2015 dafür aus, dem japanischen Marderhund den Status einer eigenständigen Art (Nyctereutes viverrinus) zu geben, mit N. v. viverrinus und N. v. albus als Unterarten.

## Der Marderhund als Neozoon

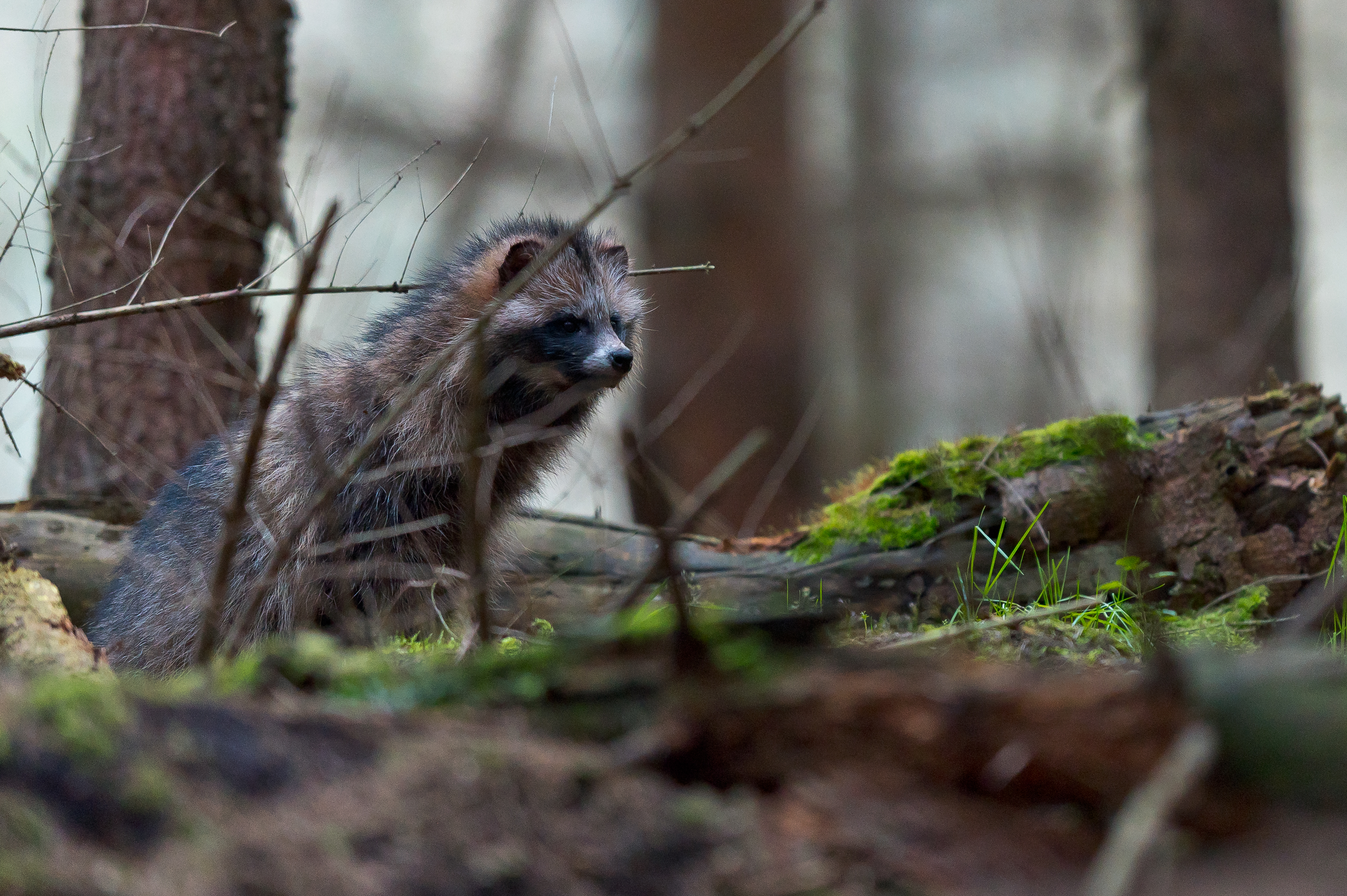
Ein Marderhund im Nationalpark Vorpommersche Boddenlandschaft

Während der Marderhund in Japan selten geworden ist, nimmt seine Zahl in Europa stetig zu. Weil derartige Neozoen, die in der neuen Umgebung keine natürlichen Feinde besitzen, das Ökosystem negativ beeinflussen können, wird die Ausbreitung des Marderhundes oft kritisch gesehen. Es wird vor allem befürchtet, dass er auf Wiesen, an Ufern, Küsten und in Höhlen brütende Vogelarten verdrängen könnte. Bisher hat man allerdings noch nicht wissenschaftlich zweifelsfrei belegt, dass eine bestimmte Tierart durch die Ausbreitung des Marderhundes in ihrem Bestand bedroht ist.
Die russischen Einbürgerungsaktionen betrafen die Täler des Amur und des Ussuri sowie die europäischen Teile der früheren Sowjetunion. Zwischen 1929 und 1955 wurden etwa 9100 Tiere freigelassen. Die ersten Marderhunde außerhalb Russlands wurden 1930 in Finnland und 1940 in Schweden beobachtet. Heute hat sich das Verbreitungsgebiet bis nach Deutschland, über ganz Skandinavien und den Balkan ausgedehnt.
Nach der Berner Konvention von 1999 soll die Ausbreitung invasiver Tierarten wie des Marderhundes (neben Waschbär und Mink) streng kontrolliert werden. Seit 1996 wurde der Marderhund nach und nach von den einzelnen Bundesländern ins Jagdrecht aufgenommen. Nur in Bremen unterliegt er derzeit nicht dem Jagdrecht. 2001/02 wurden 11.659 Abschüsse offiziell registriert. Im Jagdjahr 2007/08 erreichte die Zahl der erlegten Marderhunde in Deutschland mit 35.529 Stück vorerst ihren Höhepunkt. Im selben Jahr kam es durch die Staupe, einer Virusinfektion, zu einem massiven Einbruch des Besatzes. So lag die Jahresstrecke 2010/11 bei nur 14.670 Exemplaren, 10.500 davon allein in Brandenburg und Mecklenburg-Vorpommern. Seitdem hat sich der Marderhundbesatz wieder erholt und 2015/16 wurden insgesamt 27.840 Tiere erlegt, davon mehr als die Hälfte allein in Brandenburg und Mecklenburg-Vorpommern. Aufgrund der schnellen Verbreitung und der hohen Vermehrungsrate muss kritisch beobachtet werden, wie sich die Populationsentwicklung des Marderhundes auf die heimische Tierwelt auswirkt. Auf dem Bundesjägertag 2005 forderte die Jägerschaft eine „nationale Strategie gegen invasiv gebietsfremde Arten“.
In Österreich, wo das Jagdrecht auch Landessache ist, ist der Marderhund teilweise ganzjährig zum Abschuss freigegeben. Im Vergleich zu Deutschland sind die Zahlen hier minimal, 2015/16 wurden nur 31 Exemplare erlegt, 20 in Nieder-, 9 in Oberösterreich und 2 in der Steiermark.
Im Jahr 2017 beschloss die Europäische Kommission mit der Durchführungsverordnung 2017/1263 die Aufnahme des Marderhundes in die Liste invasiver gebietsfremder Arten von unionsweiter Bedeutung. Die Aufnahme erfolgte mit einer Übergangsfrist, um interessierten Mitgliedsstaaten die Durchführung von Ausnahmegenehmigungsverfahren zur weiteren Zulassung der Farmhaltung zu ermöglichen, und wurde zum 2. Februar 2019 wirksam. Die Aufnahme in diese Liste bedeutet gemäß EU-Verordnung Nr. 1143/2014, dass der Marderhund nicht
- in das Gebiet der Europäischen Union verbracht werden darf, auch nicht zur Durchfuhr unter zollamtlicher Überwachung;
- gehalten werden darf, auch nicht zur Haltung unter Verschluss;
- gezüchtet werden darf, auch nicht in Haltung unter Verschluss;
- in die, aus der und innerhalb der Union befördert werden darf, es sei denn, die Spezies wird im Zusammenhang mit der Beseitigung zu entsprechenden Einrichtungen befördert;
- in Verkehr gebracht werden darf;
- zur Fortpflanzung, Aufzucht oder Veredelung gebracht werden darf, auch nicht in Haltung unter Verschluss oder
- in die Umwelt freigesetzt werden darf.

## Der Marderhund und der Mensch

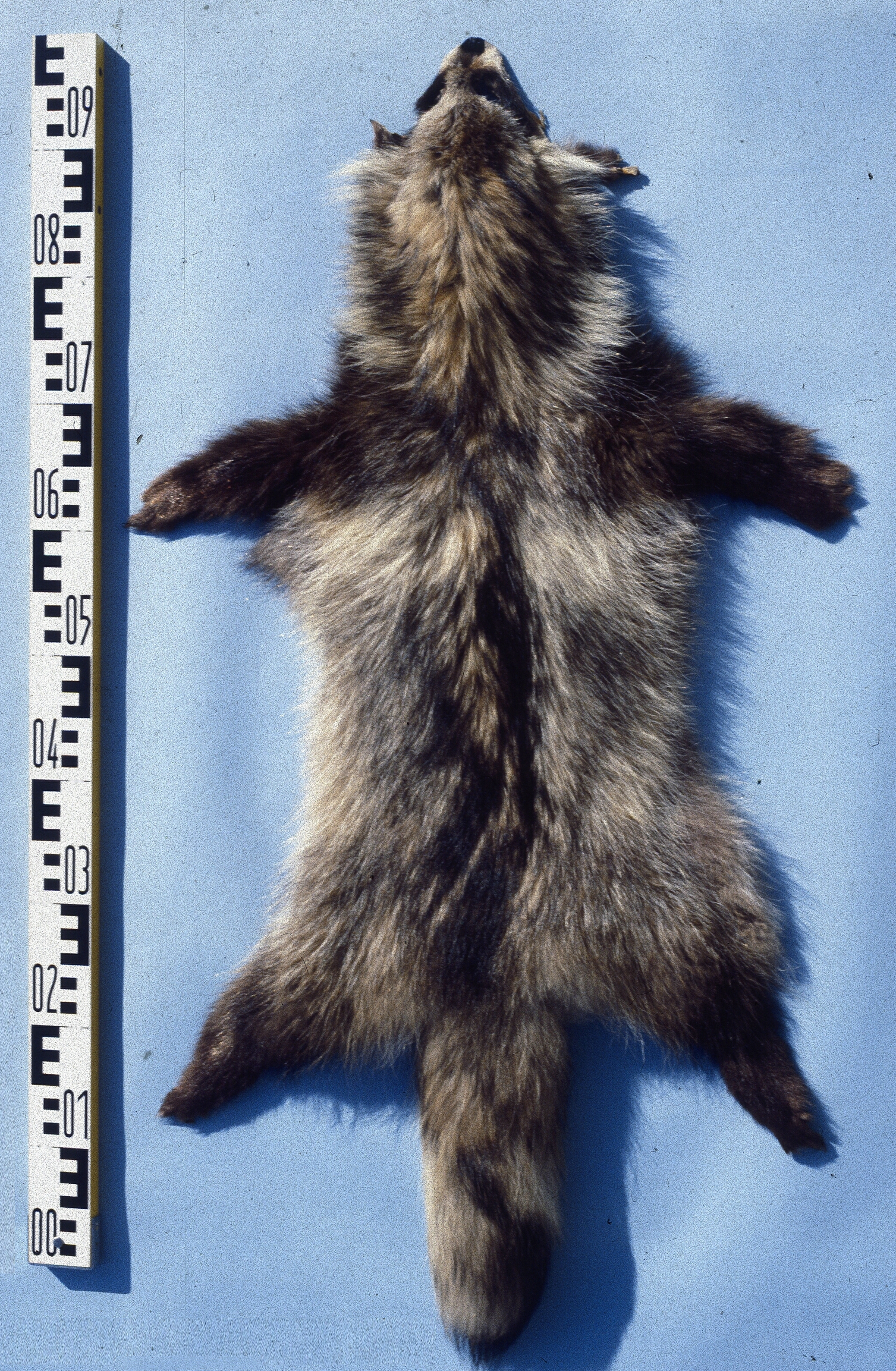
Seefuchsfell (ca. 1978)

### Nutzung als Pelztier
Der Marderhund wird aufgrund seines Fells gejagt, gezüchtet und auf Pelztierfarmen gehalten. Im Pelzhandel wird das Fell dabei unter verschiedenen Namen gehandelt, jedoch meist nicht unter der Bezeichnung Marderhundfell. Die gebräuchlichen Bezeichnungen sind Seefuchs, Tanuki oder Finnraccoon.

### Rolle als Krankheitsüberträger

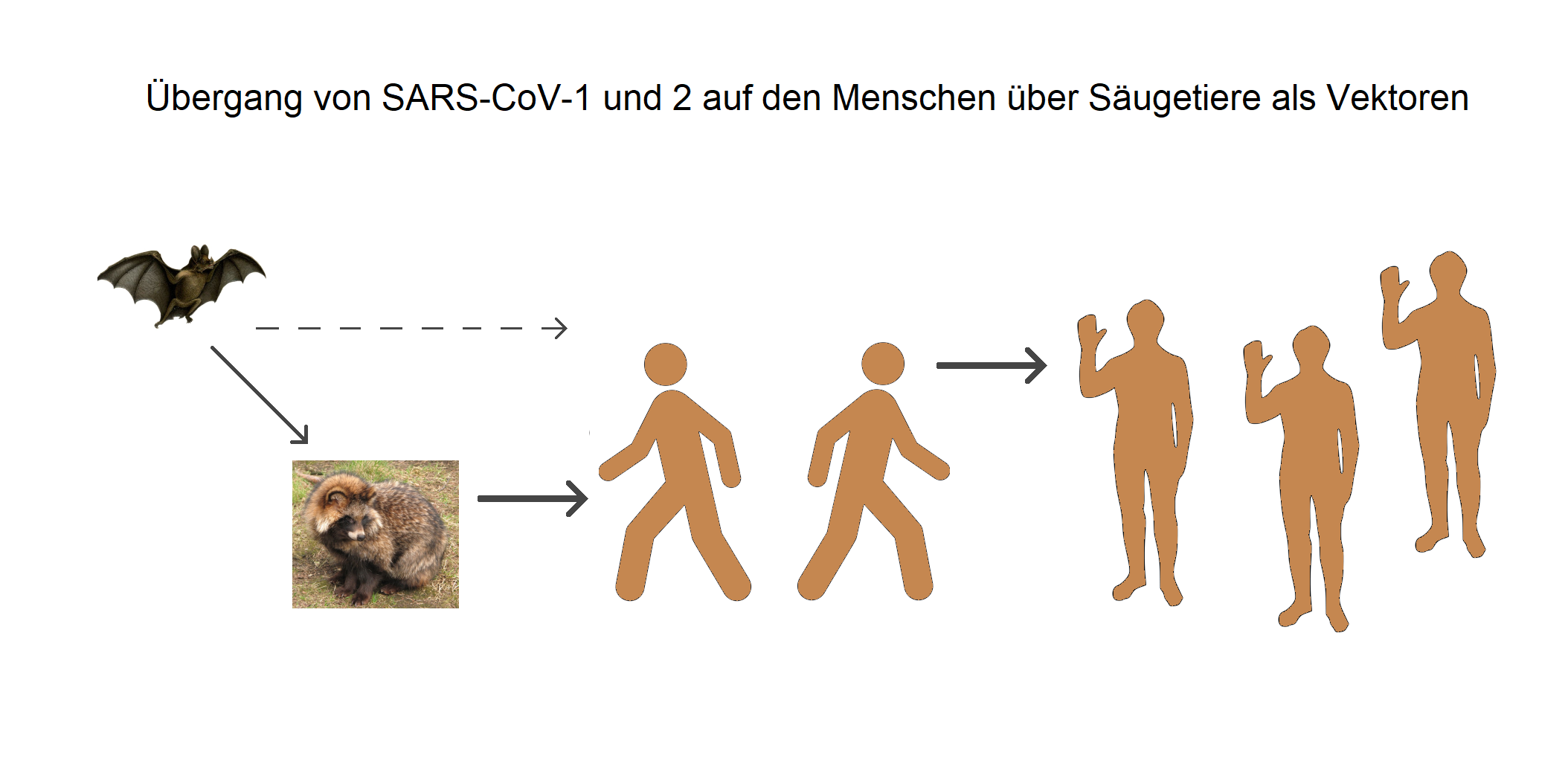
Darstellung des möglichen Übertragungsweges von Tier zu Mensch

Bereits zu Beginn der COVID-19-Pandemie im April 2020 vermuteten einige Virologen, darunter Christian Drosten, dass Marderhunde die gesuchten Zwischenwirte sein könnten, die das Virus SARS-CoV-2 von Fledermäusen auf den Menschen übertragen haben. Auch das ursprüngliche SARS-Virus (SARS-CoV-1) wurde in Marderhunden gefunden, die wegen ihres Fells in China gezüchtet werden und somit als Überträger auf den Menschen in Frage kommen. Im Januar 2023 zugänglich gemachte und anderthalb Monate später von der französischen Evolutionsbiologin Florence Débarre entdeckte Genproben, die in der Zeit zwischen Januar und März 2020 auf dem Huanan Seafood Market genommen wurden, bestätigen die Anwesenheit mit SARS-CoV-2 infizierter Marderhunde auf dem Wildtiermarkt, was eine Rolle dieser Tiere als Zwischenwirte bei der Entstehung der COVID-19-Pandemie wahrscheinlich macht.

### Kulturelle Rolle in Japan

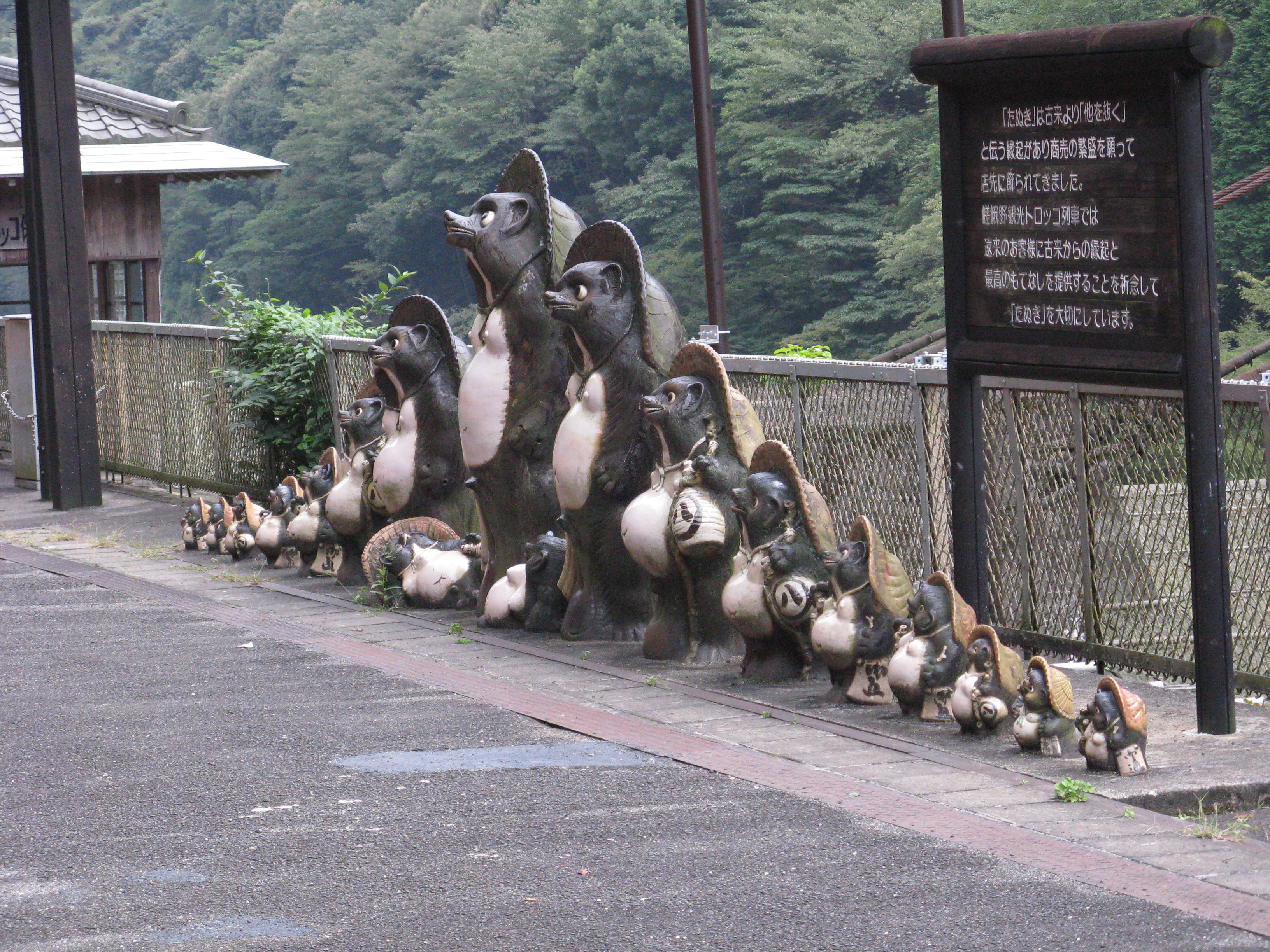
Tanuki-Statuen in Japan

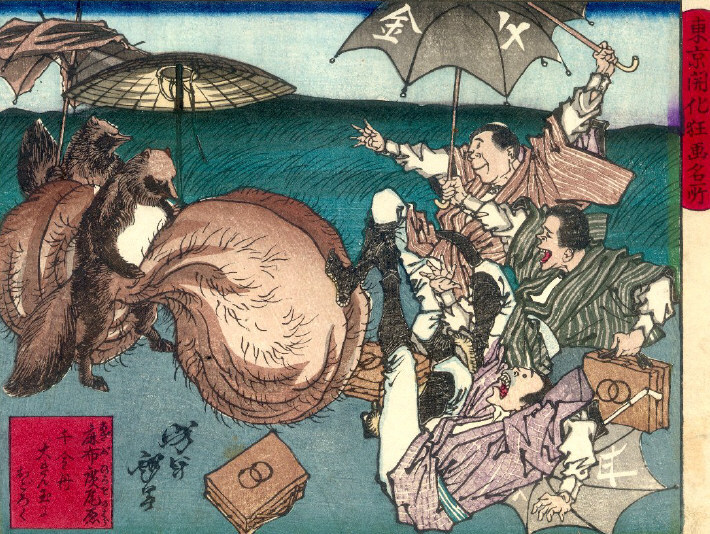
Tanuki auf einem Druck von Yoshitoshi (1881). Die Abbildung zeigt deutlich die für traditionelle Tanuki-Darstellungen typischen überdimensionierten Hoden.

Im Japanischen heißt er Tanuki (狸). In japanischen Fabeln ist er eine der Hauptfiguren neben Kitsune, dem Rotfuchs. Der Marderhund erscheint hier als Bakedanuki (化け狸), das heißt als Meister der Verkleidung und Gestaltänderung (siehe Yōkai). Er ist so populär, dass seit alters her Statuen gebaut wurden, die Marderhunde zeigen. Auch heute sind in ganz Japan solche Keramikfiguren mit einer Fülle teilweise variierender Attribute zu sehen, wobei seine Hoden, in Japan kintama (金玉, „goldene Kugeln“) genannt, stets auf abenteuerliche Größe angeschwollen sind.
Im Anime Pom Poko sind Marderhunde die Hauptprotagonisten der japanischen Geschichte, die sich gegen die Umweltzerstörung der Menschen zur Wehr setzen und dabei ihre wundersame Verwandlungsfähigkeit einsetzen. 
Der aus den USA stammende Animationsfilm Zootopia (englischer Titel) bzw. Zoomania (deutscher Titel) enthält ein Nachrichtensprecherduo. Für eine dieser beiden Figuren wird je nach Veröffentlichungsland ein länderspezifisches Tier verwendet. Für die japanische Version des Films ist dies der Marderhund mit einem Blatt auf dem Kopf.

Ein Marderhund namens Tom Nook (im Japanischen Tanukichi) steht dem Spieler in allen Versionen von Animal Crossing als Ansprechpartner zur Seite.

## Gebräuchliche Namen und Abgrenzung
Wegen seiner Ähnlichkeit mit einem Waschbären heißt der Marderhund im Englischen Raccoon Dog (direkte Übersetzung: Waschbärenhund); auch im Deutschen sind manchmal irreführende Bezeichnungen wie Sibirischer Waschbär zu finden. Auf Rauchwaren-Auktionen und im Groß- und Einzelhandel wird Marderhundfell wegen seines in Teilen waschbärenähnlichen Aussehens mit den irreführenden Namen Finnraccoon (aus Finnland), Russischer Raccoon oder Chinesischer Raccoon angeboten (raccoon = engl. Waschbär).
Die japanische Bezeichnung tanuki wird in japanisch/deutschen Wörterbüchern (und dann auch in deutschen Textübertragungen) irreführend mit Dachs oder – geringfügig korrekter – (japanischer) Dachs übersetzt.